# Коханівський заказник
Кохані́вський зака́зник — гідрологічний заказник місцевого значення в Україні. Об'єкт природно-заповідного фонду Харківської області. 
Розташований у межах Берестинського району Харківської області, на північний схід від села Коханівка. 
Площа — 110,6 га. Статус присвоєно згідно з рішенням облради від 23.02.1999 року. Перебуває у віданні: Бесарабівська сільська рада — 7,0 га, Павлівська сільська рада — 53,6 га, ВАТ «Цукрове» — 50,0 га. 
Статус присвоєно для збереження лучних та болотних біогеоценозів у місці формування витоку річки Багата.